# Linia kolejowa 61 Szentlőrinc – Sellye
Linia kolejowa Szentlőrinc – Sellye – linia kolejowa na Węgrzech. Jest to linia jednotorowa, w całości niezelektryfikowana. Łączy stację Szentlőrinc z Sellye.

## Historia
Linia kolejowa została otwarta 23 grudnia 1895.